# شیلد (کمیک)
شیلد یک سازمان جاسوسی تخیلی و مجری قانون در دنیایی مارول کامیکس می‌باشد. این سازمان توسط استن لی و جک کربی خلق شد و اولین بار در قصه‌های عجیب شماره ۱۳۵ام (اوت ۱۹۶۵) چاپ شد. شیلد اکثراً با تهدیدهای ابرقهرمانی در گیر است.
شیلد در ابتدا ابر مرکز فرماندهی، جاسوسی بین‌المللی، بخش اجرای قانون بود. اما در سال ۱۹۹۱ به ادارهٔ مداخله استراتژیک و لجستیک خطر جاسوسی تغییر یافت.
اما در چندین فیلم از دنیای سینمایی مارول همچون انتقام‌جویان (۲۰۱۲) و مرد آهنی (۲۰۰۸) این سرنام سازمان مداخله استراتژیک کشور، بخش اجرا و آمایش عنوان شده‌است.

## تاریخچه
این سازمان معمولاً توسط نیک فیوری به عنوان مدیر اجرایی هدایت می‌شود. (اگرچه او به یک شورای دوازده نفری گزارش می‌کند که حتی از هویتشان نیز اطلاعی ندارد)، این سازمان اغلب به اندازه یک سازمان مخفی به عنوان یک سازمان نیمه نظامی که در ابتدا به عنوان وابسته به ایالات متحده دولت بوده‌است. بعداً، SHIELD تحت عنوان صلاحیت سازمان ملل متحد، با دارا بودن منابع گسترده فن آوری، با قطعنامه‌ها و قوانینی که مجمع عمومی سازمان ملل متحد به تصویب رسانده و در بسیاری از کشورهای امضا کننده به بسیاری از فعالیت‌های آنها کمک می‌کنند؛ تصویب شد. با این حال، SHIELD به‌طور ناسازگار تحت کنترل ایالات متحده، و نه سازمان ملل، به تصویر کشیده شده‌است؛ به عنوان مثال، در کمیک شماره ۳ نیک فیوری حیرت‌انگیز/مردان ایکس، با بیان اینکه این اتفاق در خاک آمریکا رخ نداده‌است، وابستگی SHIELD به دولت آمریکا را در حادثه ای (نسل‌کشی) توضیح می‌دهد.

### تشکیل
SHIELD به عنوان یک سازمان فوق‌العاده مخفی بین‌المللی (فیوری هنگام حضور در CIA از شیلد بی‌خبر بود) با یک شورای عالی بین‌المللی متشکل از مقامات عالی‌رتبه و نخبه‌ها از سراسر جهان، از جمله هاوارد استارک پدر تونی استارک، شروع به کار کرد. اولین مدیر آن ریک استونر، رئیس سابق CIA بود، اما او به سرعت توسط سازمان هایدرا ترور شد و رئیس‌جمهور ایالات متحده به نیک فیوری پیشنهاد کرد که ریاست شیلد را برعهده بگیرد. بعداً، مشخص شد که مرجع نهایی SHIELD شامل ۱۲ زن و مرد مرموز و ناشناس است که دستورها و ساختار عملیاتی خود را به فیوری می‌دهند، و فیوری وظیفه دارد که با اجرای واقعی این دستورها، برنامه را مدیریت کند.

### LMDها
یکی از نوآوری‌های منحصر به فرد فناوری شیلد، ال ام دی (LMD)، ربات‌های انسان نمای هوشمند و کاملاً زنده که برای جایگزینی افرادی که در معرض خطر قتل هستند جایگزین می‌شود؛ این نوآوری زمینه‌ساز دو تحول بزرگ بود. اول، ابر عقرب این فناوری را به سرقت برد و از آن برای ایجاد تیم دوم شروری به نام زودیاک استفاده کرد. بعداً برخی از LMDها که به دلتیت‌ها معروف بودند به احساس‌های انسان گونه دست یافتند و به شیلد و هایدرا نفوذ کرده، اعضای اصلی و بلندپایه این دو سازمان را با ربات‌های دلتیت دیگری جایگزین کردند و قصد داشتند هر دو سازمان را تحت اختیار خود در بیاورند؛ البته تا زمانی که فیوری آنها را شکست داد. این منجر به انحلال سازمان اصلی و جایگزینی آن توسط کارگروه جدیدی که دوباره تحت کنترل سازمان ملل متحد بود و نام "اداره استراتژیک خطر، جاسوسی و تدارکات" برای آن انتخاب شد. فیوری در سازمان جدید می‌توانست شخصاً بر آن نظارت کند، اما این سازمان دوباره به یک سازمان بزرگ تبدیل می‌شود.

### فاجعه
در پی یک مأموریت فاجعه بار غیرقانونی در لاتویا، فیوری عملاً از سمت مدیر اجرایی استعفا داد و حکم‌های بین‌المللی برای دستگیری وی صادر شد. اولین جانشین وی نه از نزدیکان وی بلکه یک مأمور تازه‌وارد و نسبتاً ناآشنا با سلسله مراتب، ماریا هیل بود. متن مکالمه بین هیل و رئیس‌جمهور ایالات متحده نشان داد که وی با اجماع سازمان ملل متحد برای این سمت انتخاب شده‌است تا وفاداران خشم خود را از کار دور نگه دارد و روابط خود را با جامعه ابرقهرمانان به حداقل برساند. رئیس‌جمهور آمریکا همچنین از هیل علی‌رغم اینکه SHIELD یک سازمان زیر نظر سازمان ملل است، خواست ابتدا به ایالات متحده وفادار باشد.

### جنگ داخلی
تصویب قانون ثبت فوق بشری ایالات متحده و متعاقب آن "جنگ داخلی" ابرقهرمان باعث ایجاد یک تحریک سیاسی و اخلاقی اضافی بین SHIELD و جامعه ابرانسانی شد ولی SHIELD وظیفه داشت تا اجرای قانون را برعهده بگیرد و ابرقهرمانان ثبت شده را به‌عنوان مأمور به کار بگیرد. در اواخر درگیری، هیل به این نتیجه رسید که او به این منظور مدیر شده‌است که وی در این کار ناکام می‌ماند و او به تونی استارک پیشنهاد می‌کند که تونی پست ریاست را عهده‌دار شود و هیل به‌عنوان معاون وی فعالیت کند.
استارک با پایان یافتن "جنگ داخلی" انتصاب خود را به عنوان مدیر شیلد قبول می‌کند و یکسری ابتکارات از جمله ساخت یک هلیکر یر طلای سرخ جدید (با نقوش طرح‌های زره پوش مرد آهنین)، یک مرکز مراقبت روزانه در هلیکریر، و یک جعبه پیشنهاد کارمند. در حالی که استارک متهم به تبدیل SHIELD به عنوان یک شرکت تابعه از صنایع استارک بود، وی موفق به سازماندهی سازمان و بالا بردن روحیه اعضا شد. SHIELD با موجی از تروریسم جهانی فوق بشری مبارزه کرد و در دو حادثه بین‌المللی مسئول شناخته شده، و تونی استارک دستگیر شد؛ تا اینکه همه فهمیدند که در پشت حوادث تروریستی ماندارین و سازمان ده حلقه است و به سختی توانستند او را از ارتکاب نسل‌کشی با یک عامل بیماری متوقف کرد.

### تهاجم مخفی
در آغاز "تهاجم مخفی" هلیکریر شیلد توسط اسکرول‌ها در مثلث برمودا شناور و غیرفعال می‌شود. اسکرول‌ها در این مرحله قبلاً جایگزین تعداد زیادی از عوامل SHIELD شده‌اند، از جمله مأمور بلندپایه دوگان. رئیس‌جمهور ایالات متحده آمریکا تصمیم می‌گیرد که SHIELD را منحل کرده، و آن را جایگزین کند. بعدها نورمن آزبورن ابتکار عمل را به‌دست گرفته و حمایت دولت آمریکا را جلب می‌کند.

### سلطنت تاریک
پس از پایان تهاجم اسکرول‌ها، کشف می‌شود که SHIELD از همان ابتدا ظاهراً تحت کنترل سازمان تروریستی هایدرا بوده‌است. همچنین بعد از شکست اسکرول‌ها آزبورن سازمانی با نام همر (HAMMER) را تأسیس و تحت نظارت دولت آمریکا جایگزین شیلد می‌کند. همچنین گروه صاعقه در این روند رسماً منحل شده و به یک نیروی عملیات سیاه تبدیل می‌شود که فقط به آزبورن پاسخ می‌دهد. در همین حال، HAMMER همچنین در کنار تنها تیم انتقام جویان، با حمایت دولت انتقام جویان تاریکی را ایجاد می‌کند که از اعضای شروری تشکیل شده‌است. انتقامجویان تاریک بدستور آزبورن اعضای انتقام جویان را تحت تعقیب قرار می‌دهند. پس از مدتی سازمان HAMMER توسط دولت منحل و آزبورن خلع می‌شود. این دوران بعدها به دوران سلطنت تاریک شهرت پیدا می‌کند.

### شیلد جدید
پس از خاتمه ماجرای سلطنت تاریک، SHIELD اصلاح شد و فیوری آن را تحت کنترل مدیر جدید خود، دیزی جانسون قرار داد. متعاقباً شیلد جدید، تکاور ارتش ایالات متحده یعنی مارکوس جانسون را از دست مزدوران استخدام شده توسط لویاتان نجات داد. وقتی جانسون (که نام اصلی وی در حقیقت نیک فیوری جونیور است) متوجه شد که در واقع پسر نیک فیوری است، او و دوست ارتشی وی فیل کولسون نیز به SHIELD پیوستند. ماریا هیل و بقیه اعضای SHIELD بعداً تجسم خود را در انتقام جویان مخفی شکل دادند.
در طول خط داستانی " انتقام جویان: ایستادن!  "، SHIELD یک پایگاه فوق امنیتی سری به نام Pleasant Hills ایجاد می‌کند تا به عنوان یک زندان برای زندانی کردن فوق شرورها استفاده شود.

## سازمان‌های همکار

### "SWORD"
دپارتمان نظارت و واکنش به دنیاهای دارای ادراک یا همان "SWORD" سورد (شمشیر): به عنوان یک انشعاب مستقیم از شیلد، سورد مسئولیت بررسی خطرات فرازمینی را دارد در حالی که خواهر خوانده‌اش یعنی شیلد بر دشمنان درونی تمرکز می‌کند.

### آرمور
سازمان نظارت و واکنش عملیاتی دنیاهای دگرگون شده یا «آرمور» (زره): اگر سورد مسئول حفاظت در برابر خطرات سیارات دیگر باشد، وظیفه آرمور محافظت در برابر دیگر واقعیات و ابعاد است. این سازمان گمنام از ورود بیماری آخرالزمانی زامبی، مربوط به دنیای (مارول زامبی) به دنیای اصلی مارول جلوگیری کرده‌است.

### "HAMMER"
همر (چکش): بعد از این که شیلد نتوانست جلوی یک تهاجم از طرف نژاد اسکرول را بگیرد، این سازمان منحل شد و همر (HAMMER) با رهبری نورمن آزبورن جایش را گرفت. آزبورن از این سازمان جدید عموماً برای گسترش دادن طرز تفکر خودش و قرار دادن بدترین ابرشرور‌های دنیا بر منصب قدرت استفاده کرده؛ و همچنین سازمان انتقام جویان را منحل و سازمان انتقام جویان تاریک را جایگزین آن می‌کند. بعد از این که جرایم آزبورن افشا می‌شوند، همر نیز نابود شده و جایش را به نسخه‌ای جدید از شیلد می‌دهد.

### «استرایک» و «اسپیر»
سازمان واکنش تاکتیکی ویژه برای ضرورت‌های کلیدی بین‌المللی یا استرایک (ضربه) و اسپیر (نیزه): مارول هیچ وقت به‌طور دقیق مشخص نکرده‌است که آیا شیلد فقط توسط دولت ایالات متحده آمریکا حمایت مالی می‌شود یا توسط تمام اعضای شورای امنیت سازمان ملل متحد، به همین دلیل نیز گاهی بقیه کشورهای دنیا سازمان معادل شیلد خودشان را تشکیل می‌دهند. استرایک یک سازمان بریتانیایی است و اسپیر نیز به عنوان سازمانی چینی شناخته می‌شود.

## اعضا
- نیک فیوری: رئیس و فرمانده شیلد
- ماریا هیل: معاون نیک فیوری و دست راست او
- فیل کولسون: از مأموران بلندپایه سازمان
- کلینت بارتون (هاکای): از اعضای انتقامجویان، استاد تیراندازی با کمان و فنون رزمی
- ناتاشا رومانف (بیوه سیاه) :از اعضای انتقامجویان، عضو سابق کا.گ.ب و همچنین استاد فنون رزمی

## حضور در رسانه‌ها

### سریال‌ها
- موضوع سریال «ماموران شیلد» سازمان SHIELD است و فیل کولسون و دیگر مأموران به‌عنوان اعضای شیلد در این سریال حضور دارند.

### فیلم‌های سینمایی
- در فیلم مرد آهنی، اولین بار هنگامی که مأمور فیل کولسون تلاش می‌کند تا با تونی استارک در مورد فرار از آن وضعیت صحبت کند، در فیلم مرد آهنی به شیلد اشاره می‌شود. به عنوان یک سازمان فعال، آژانس همیشه با نام کامل خود یاد می‌شود، و پس از آن اظهارات در مورد اینکه نیاز به سکانس کوتاه تری دارد. نزدیک به پایان فیلم، کولسون با گفتن این حرف پپر پاتس را در میانه راه متوقف می‌کند و می‌گوید: "فقط با ما تماس بگیرید… با SHIELD". در صحنه ای پس از تیتراژ، تونی استارک با نیک فیوری، با (بازی ساموئل ال جکسون)، روبرو می‌شود که می‌گوید می خواهد در مورد "گروه انتقام جویان" با او صحبت کند.
- هالک شگفت‌انگیز: هنگامی که نشان داده شد مأموران SHIELD می‌خواهند که دکتر بروس بنر در مورد ایمن‌سازی انسان نسبت به اشعه گاما کار می‌کرد، به SHIELD گزارش بدهد. بعداً، ژنرال راس زمانی که داشت دربارهٔ نام مستعار بروس بنر و شریک زندگی او حرف می‌زد گفت"به بانک اطلاعات عملیات SHIELD اضافه شده‌است". در صحنه پس از تیتراژ، تونی استارک به ژنرال راس نزدیک می‌شود، که نشان می‌دهد آنها نوعی "تیم" خاص را جمع می‌کردند.
- SHIELD در مرد آهنی ۲ ظاهر می‌شود. وقتی نیک فیوری، ناتاشا رومانف را با هویت جعلی برای مراقبت از تونی استارک می‌فرستد، رومانف یک مأمور SHIELD است. همچنین فیل کولسون نیز در آنجا حضور داشت و تا زمان پایان مدت بازداشت بر بازداشت خانگی تونی استارک نظارت می‌کرد. دیده شده‌است که هاوارد استارک یکی از بنیانگذاران SHIELD است. در صحنه ای پس از تیتراژ، مأمور فیل کولسون به نیومکزیکو می‌رسد و در آنجا با نیک فیوری تماس می‌گیرد و به او می‌گوید که موردی را که فیوری می‌خواست به دنبالش باشد، پیدا کرده. سپس دوربین چکش ثور را نشان می‌دهد.
- SHIELD در ثور حضور دارد. فیل کولسون یک تیم از اعضای SHIELD را برای حفاظت از منطقه ای که چکش ثور فرود آمده هدایت می‌کند. جاسپر سیت ول نیز در این فیلم حضور دارد. در صحنه پس از تیتراژ، اریک سلویگ توسط نیک فیوری به SHIELD آورده می‌شود تا بر روی تستراک (سنگ ابدیت فضا) تحقیق و پژوهش کند.
- SHIELD در پایان فیلم "کاپیتان آمریکا: نخستین انتقامجو" حضور پیدا می‌کند. وقتی استیو راجرز در دوران مدرن بیدار می‌شود و از ساختمانی که در آن به هوش آمده خارج می‌شود، توسط نیک فیوری و برخی از عوامل SHIELD مورد استقبال قرار می‌گیرد.
- SHIELD در "فیلم انتقام جویان ۲۰۱۲" نمایش داده شده‌است. نیک فیوری، فیل کولسون، ناتاشا رومانوف، جاسپر سیت ول و کلینت بارتون و همچنین معاون فیوری، یعنی ماریا هیل به‌عنوان اعضای شیلد نمایش داده می‌شوند. قسمت قابل توجهی از فیلم در هلیکریرSHIELD اتفاق می‌افتد.
- از SHIELD فقط یک بار در "مرد آهنی ۳" نام برده شده‌است. آن هم‌زمانی که استارک پایگاه داده SHIELD را برای یافتن ماندارین هک می‌کند (و نشان می‌دهد که در واقع SHIELD روی تهدید ماندارین کار می‌کرد است).
- در فیلم "کاپیتان آمریکا:سرباز زمستان" استیو به عنوان یک عامل SHIELD، همراه بیوه سیاه، نیک فیوری، ماریا هیل، جاسپر سیت ول، شارون کارتر، بروک روملو، جک رولینز و الکساندر پیرس در فیلم حضور می‌یابد. در این فیلم تاریخچه SHIELD بیشتر مورد بررسی قرار می‌گیرد. همچنین مشخص می‌شود که پروفسور زولا از ابتدای بخواطر تخصص علمی خود وارد هیئت مدیره SHIELD شد، اما او مخفیانه تیمی از مأموران هایدرا را با هدف شناسایی و از بین بردن تهدیدات احتمالی برای اهداف هایدرا در داخل سازمان شیلد دوباره احیا کرده بود. مشخص می‌شود که پیرس، روملو، رولینز، و سیت ول عوامل و مأموران مخفی هایدرا در شیلد هستند. در آخر وقتی کاپیتان آمریکا نفوذ هایدرا در شیلد را علنی کرد و به دیگر مأموران شیلد در این باره تذکر داد، با کمک فیوری، رومانوف، کارتر، هیل و بقیه نیروهای شیلد توانست نقشه هایدرا را برهم بزند.
- گفته می‌شود که پیش از ماجرای فیلم " انتقام جویان: عصر اولترون" ، SHIELD منحل شده‌است. به نظر می‌رسد فیوری به انتقام جویان گاهی کمک می‌کند و همچنین ماریا هیل (معاون فیوری) اکنون برای استارک کار می‌کند. فیوری بعداً در یک نبرد نهایی در سوکوویا با یک هلیکریر و به همراه برخی از عوامل سابق SHIELD و جیمز رودز برای کمک به انتقامجویان و مردم سوکوویا ظاهر شدند. همچنین وقتی پیترو از راجرز سؤال کرد:"شیلد همینه؟"، استیو راجرز پاسخ داد که "این همان چیزی است که SHIELD قرار است باشد ".
- در "مرد مورچه ای"، هنک پیم و همسرش یعنی جانت ون داین از دانشمندان و اعضای SHIELD در طول جنگ سرد بوده و همچنین با پگی کارتر و هوارد استارک همکاری می‌کردند.
- در فیلم "کاپیتان مارول" که داستانش در سال ۱۹۹۵ اتفاق می‌افتاد، نیک فیوری و فیل کولسون از عوامل درجه پایین SHIELD بودند که بعد هم به کارول دانورس (کاپیتان مارول) برای پی بردن به حقیقت کمک می‌کنند.
- SHIELD در فیلم "انتقامجویان: پایان بازی" حضور دارد. در هنگامی که انتقام جویان (مرد مورچه ای، استیو و تونی) به سال ۲۰۱۲ سفر می‌کنند، با عوامل نفوذی هیدرا در شیلد روبرو می‌شوند که به عنوان اعضای SHIELD ظاهر می‌گردند. تونی استارک هم از لباس فرم SHIELD برای دزدیدن تستراک (سنگ فضا) استفاده می‌کند. بعداً هم کاپیتان آمریکا و مرد آهنی نیز به سال ۱۹۷۰ سفر کردند تا تستراک را از پایگاه قدیمی SHIELD بدزدند.